# توقف میان راه

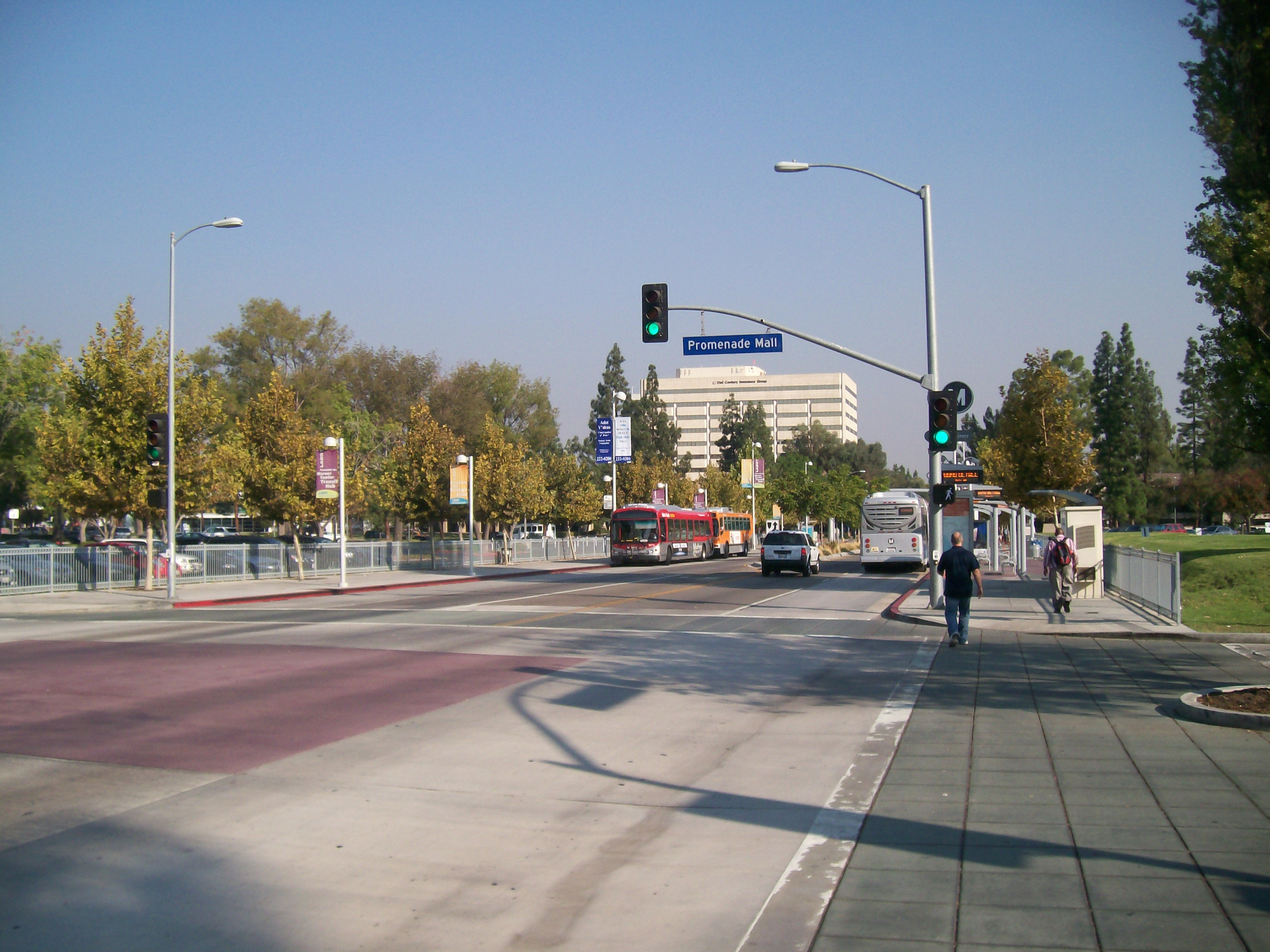
توقف میان راه یک اتوبوس در لس آنجلس

در سیستم حمل و نقل برنامه‌ریزی شده، توقف میان راه (به انگلیسی: layover, waypoint, way station, or connection) به محلی گفته می‌شود که یک وسیله نقلیه توقف می‌کند تا مسافران احتمالی وسیله نقلیه خود را عوض کنند. در حمل و نقل عمومی، توقف میان راه در یک ترمینال سفر معمولاً چند دقیقه طول می‌کشد. در سفرهای هوایی، جاییکه توقف میان راه طولانی‌تر است، مسافران از وسیله نقلیه خارج می‌شوند و در ترمینال منتظر می‌مانند و اغلب سوار وسیله نقلیه دیگری می‌شوند تا به مقصد برسند. استاپ‌اُور (stopover) شکلی طولانی از توقف میان راه است که به شما اجازه خروج از سیستم حمل و نقل برای تماشای جاهای دیدنی یا اقامت شبانه را می‌دهد.